# Орден Благородства (Казахстан)
О́рден Благоро́дства (О́рден Шляхетності) (каз. Парасат ордені) — державна нагорода Республіки Казахстан. Заснований у 1993 році.
Орденом нагороджуються діячі науки і культури, літератури і мистецтва, державні та громадські діячі, а також громадяни, які зробили великий особистий внесок у розвиток і примноження духовного та інтелектуального потенціалу Республіки Казахстан, або за активну діяльність по захисту прав людини і його соціальних інтересів.

## Опис ордена
Знак ордена виготовляється з позолоченого срібла методом цельноштампування.
Знак являє собою восьмипроменеву зірку, кінці утворені трьома двогранними променями, середній з яких дещо довший за крайні; між кінцями зірки невеликий двогранний промінчик.
Центральний медальйон у вигляді геометричного візерунка: у центрі прямокутний ромб, від граней якого відходять два двогранних промені; від кутів ромба трикутні двогранні фігури. Медальйон оточений облямівкою зеленої емалі з надписом по низу: «ПАРАСАТ» і трьома ромбиками угорі. Облямівка оточена трикутними промінчиками, що находять на кінці зірки.
Знак ордена за допомогою перехідної ланки у вигляді елемента казахського орнаменту підвішений до орденської шестикінечною колодки з орденською стрічкою.
Орденська стрічка шовкова муарова кольорів державного прапора Республіки Казахстан з трьома жовтими смужками по середині, центральна з яких ширша від крайніх.

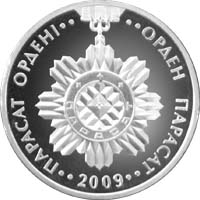
Пам'ятна монета Республіки Казахстан «Орден Благородства», 2009, 50 тенге (реверс)

## Орденська монета
У 2009 році Національний банк Республіки Казахстан випустив у обіг колекційні пам'ятні монети номіналом «50 тенге» із зображенням знака ордена Благородства.